# Kaczor Daffy
Kaczor Daffy – postać animowana stworzona przez wytwórnię Warner Brothers. W USA postaci tej głosu użyczali m.in. Mel Blanc, Jeff Bergman i Dee Bradley Baker, a obecnie – Eric Bauza; w Polsce zaś w większości przypadków aż do chwili obecnej – Stefan Knothe (poza nim, na początku Zwariowanych melodii także Mieczysław Gajda). Daffy znany jest przede wszystkim za sprawą słynnego serialu animowanego Zwariowane melodie, w którego sporej części odcinków występuje, często jako postać pierwszoplanowa. Prosiak Porky w niektórych odcinkach serialu Zwariowane melodie jest wrogiem Daffy’ego, w innych zaś – jego przyjacielem. Często jego stałym rywalem w najróżniejszych sytuacjach jest Królik Bugs, a w późniejszym czasie – Elmer Fudd.

## Opis postaci
Postać Kaczora Daffy’ego charakteryzuje się wyjątkowym i niewiarygodnym poczuciem humoru. Czasem zdarza się jednak, że jest on bardzo nerwowy, niecierpliwy i wybuchowy. Daffy jest chytry i opryskliwy, a zarazem inteligentny i przebiegły. Jest średniego wzrostu, ma czarne pióra, biały pasek na szyi, pomarańczowe nogi i pomarańczowy dziób.
Jego charakterystyczną cechą jest też plucie podczas mówienia oraz pokrzykiwanie w stylu: "Hu-hu, hu-hu, hu-hu!" podczas jego tzw. "pozytywnego wariactwa".